# Eutelia blandiatrix
Espèce
Synonymes
- Eurhipidia blandiatrix Guénée, 1852

Eutelia blandiatrix est une espèce d'Insectes de l'ordre des Lépidoptères (papillons), de la famille des Noctuidae.

## Répartition
L'espèce est présente à La Réunion.

## Systématique
Le nom valide complet (avec auteur) de ce taxon est Eutelia blandiatrix Guenée, 1852.
Eutelia blandiatrix a pour synonymes :
- Eurhipia blandiatrix Guenée, 1852
- Eutelia blandiatrix Boisduval, 1840
- Eutelia discistriga Hampson, 1912
- Eutelia discitriga Walker, 1865
- Eutelia petrificata Walker, 1870